# Richard Ernst Kepler

Illustration zu Heines Gedicht „Du schönes Fischermädchen“

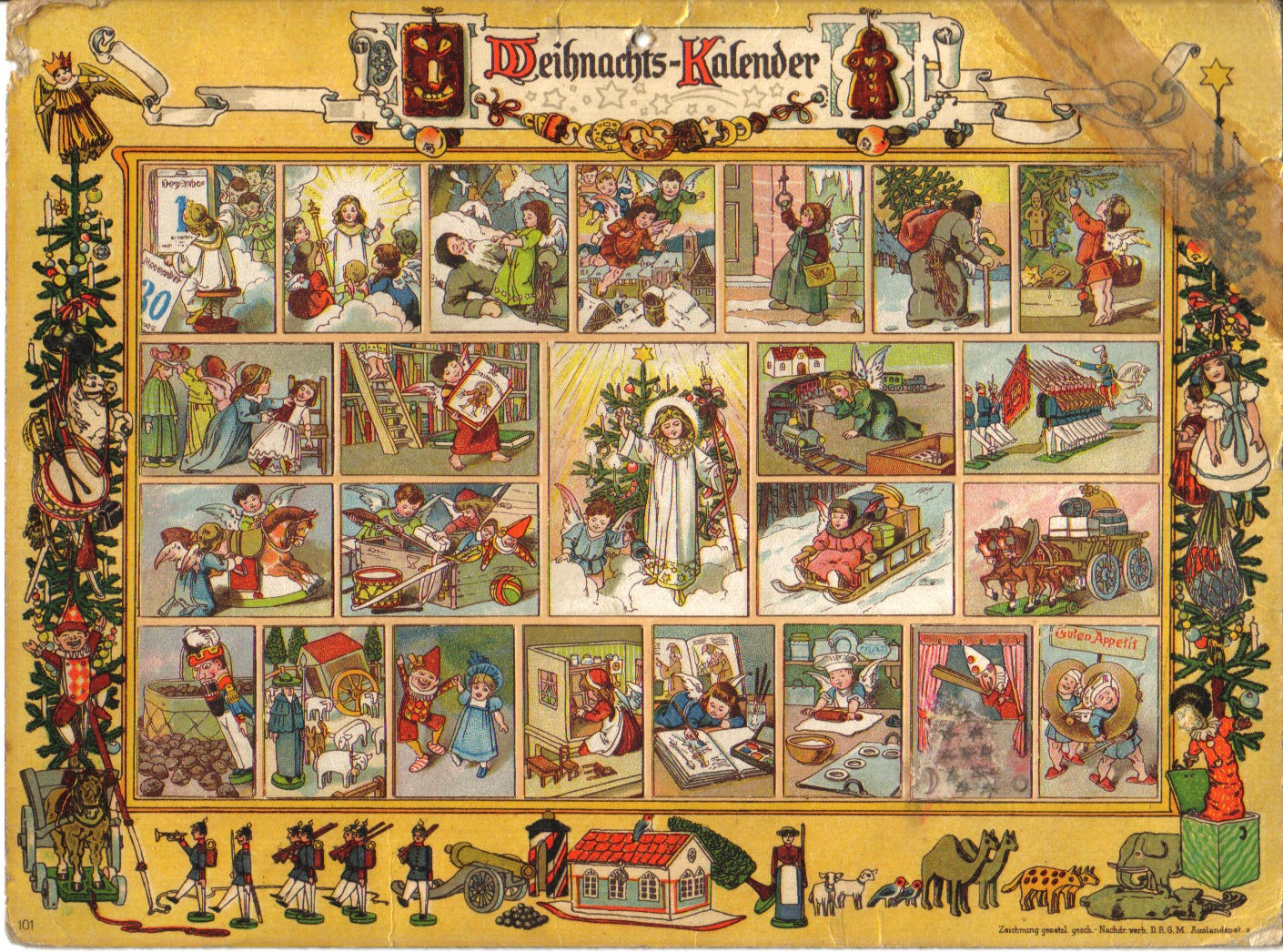
Erster Adventskalender „Im Lande des Christkinds“, 1903

Richard Ernst Kepler (* 27. März 1851 in Stuttgart; † um 1930; auch Keppler geschrieben) war ein populärer deutscher Illustrator und Maler.
Richard Ernst Kepler besuchte das Polytechnikum und die Kunstakademie in Stuttgart bei Bernhard von Neher, Heinrich von Rustige und Carl von Häberlin. Später setzte er seine Studien in München und Wien fort. 
Kepler war ein fruchtbarer Illustrator von Kinder- und Jugendliteratur wie von Anthologien, Märchen und Sagen. Besonders erfolgreich waren seine Märchenfriese (u. a. Schäfer und Schlange, Mönch und Waldvögelein). Er arbeitete in Stuttgart und war vor allem für Stuttgarter und süddeutsche Verlagsfirmen tätig.
Die zeichnerischen Entwürfe für den ersten gedruckten Adventskalender, der 1903 in der lithografischen Kunstdruckanstalt Reichhold & Lang in München (RLM) zu kleinen Gedichten von Gerhard Lang erschien, stammten von Kepler, der für den Verlag in der Folgezeit zahlreiche Entwürfe für Adventskalender schuf.